# 두비 화산
두비 화산(Dubbi Volcano)은 아프리카 에리트레아에 있는 화산으로, 활화산이다. 최고 높이는 1625미터이다. 이 화산은 성층 화산으로, 1861년에 마지막으로 분화한 기록이 있다. 이 화산이 2011년에 분화했다는 말이 있으나, 이것은 매우 가까운 거리의 나브로 화산에서 분화가 일어난 것이므로 두비 화산에서 일어난 분화가 아니다.